# 東京一番フーズ
株式会社東京一番フーズ（とうきょういちばんフーズ、英: TOKYO ICHIBAN FOODS CO.,LTD.）はとらふぐ料理店を運営する外食企業。東京証券取引所スタンダード市場に上場している。

## 沿革
- 1996年10月 - 1号店となる「泳ぎとらふぐ料理専門店　とらふぐ亭」本店を新宿に出店。
- 1998年10月 - 有限会社東京一番フーズ設立。
- 2000年9月 - 株式会社化。同年11月、本社を新宿区歌舞伎町から渋谷区初台に移転。
- 2001年11月 - 横浜市に関内店出店、神奈川県に進出。
- 2002年5月 - 本社を初台から新宿五丁目に移転。
- 2006年 - 8月に蕨市に蕨店出店、埼玉県に進出。9月に市川市に本八幡店出店、千葉県に進出。
- 2006年12月21日 - 東証マザーズに上場。
- 2007年9月 - 鍋料理店「ちゃんこ浪花茶屋」出店。
- 2009年9月 - 「ちゃんこ浪花茶屋」を「ふぐよし総本店」に業態変換。
- 2015年5月29日 - 東京証券取引所市場第1部に市場変更。
- 2020年6月1日 - 子会社である株式会社寿し常（同日付で株式会社プロジェクトスミレから商号変更）が、株式会社豊田から一部事業を譲受[3][4]。
- 2023年10月20日 - 東京証券取引所スタンダード市場へ市場変更。

## 事業内容
東京都・神奈川県・千葉県・埼玉県に、「とらふぐ亭」と「ふぐよし総本店」など47店舗を開設。

### 事業ブランド

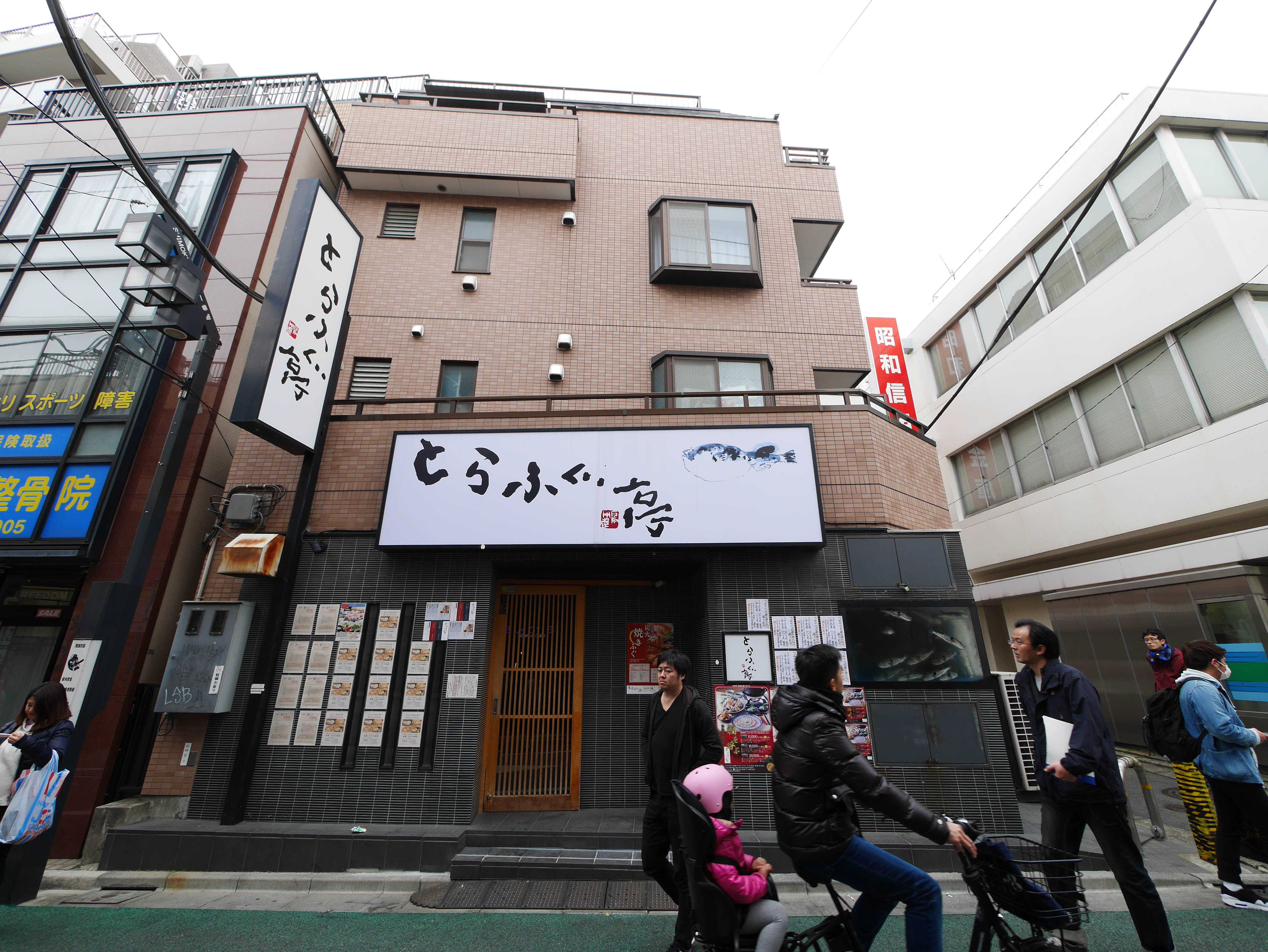
とらふぐ亭 下北沢店

- とらふぐ亭
- ふぐよし
- 魚王KUNI
- 魚の飯
- ふぐよし総本店